# Гундхајм
Гундхајм (њем. Gundheim) општина је у њемачкој савезној држави Рајна-Палатинат. Једно је од 69 општинских средишта округа Алцеј-Вормс. Према процјени из 2010. у општини је живјело 934 становника. Посједује регионалну шифру (AGS) 7331037.

## Географски и демографски подаци
Гундхајм се налази у савезној држави Рајна-Палатинат у округу Алцеј-Вормс. Општина се налази на надморској висини од 127 метара. Површина општине износи 4,6 km². У самом мјесту је, према процјени из 2010. године, живјело 934 становника. Просјечна густина становништва износи 203 становника/km².